# شرلی داگلاس
شرلی جین داگلاس (به انگلیسی: Shirley Jean Douglas) (زاده ۲ آوریل ۱۹۳۴ – درگذشته ۵ آوریل ۲۰۲۰) هنرپیشه و فعال حقوق مدنی اهل کانادا بود. وی در اثر ابتلا به سینه‌پهلو درگذشت.
او در فیلم زن تحت تعقیب بازی کرده است.